# インド政府
インド政府（インドせいふ、英語: Government of India）は、インドの中央政府。インド憲法によって設置され、28の州と9つの連邦直轄領をまとめている。首都ニューデリーに政府機能がある。

## 基本構造
州をまとめるためにウェストミンスター・システムを採用している。連邦政府は行政府、立法府、司法府の3部門で構成されており、憲法によって行政権が首相、立法権が国会、司法権が最高裁判所に付与されている。大統領は国会の上下両院議員と州議員の投票によって選出され、国家元首とインド軍最高指揮官を務めるが、政治の実権はない。一方、首相は行政府の長として国会に対して責任を持つ（議院内閣制）。国会は二院制を採用しており、上院のラージヤ・サバーが250議席、下院のローク・サバーが545議席である。裁判所は最高裁判所の下に24の高等裁判所、その下に複数の地方裁判所があり、特別裁判所は設けられていない。
法令分野は憲法によって連邦政府リスト、州政府リスト、連邦政府および州政府リストの3つに分けられており、民法や刑法、民事訴訟法や刑事手続法などは連邦政府リストに載せられている。イギリスの植民地であった背景から、法体系にはコモン・ローを採用しているが、重要法令については成文法で定められている。

## 立法府

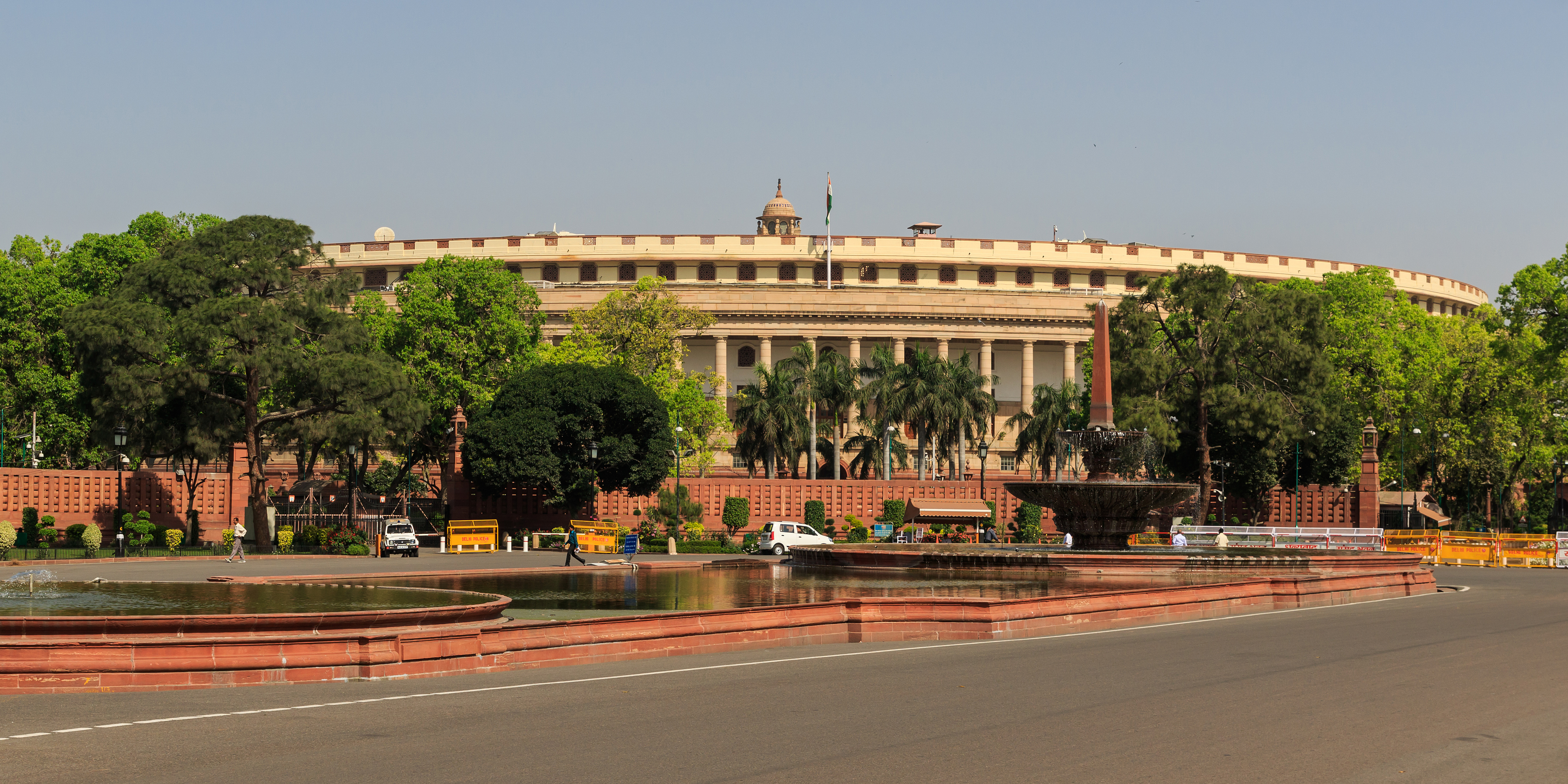
ニューデリーにある国会議事堂

国会は、インド政府の立法府である。ラージヤ・サバー（上院）とローク・サバー（下院）からなる両院制をとっている。上院は州代表としての性格を持ち、議員は大統領による指名または州議会による選出によって任命される。一方、下院は人民の代表としての性格を持つ。
下院議員選出選挙は全国規模で行われ、基本的には選挙区民による小選挙区制での直接選挙で選出される。ただし、545名中2名はアングロ・インディアン社会の代表者とされ、該当者が選出されなかった場合にはアングロ・インディアン社会の代表者が指名する。また、指定カースト（Scheduled Castes:SCs）と指定部族（Scheduled Tribes:STs）にはあらかじめ排他的に議席が割り当てられている。
この国会は議会主権を持っているわけではなく、法案は最高裁判所による司法審査を受ける必要がある。その一方、議院内閣制を採用しているために、内閣を通じて行政権に影響を与えることができる。インド憲法では、内閣は下院ローク・サバーに対して責任を持つ。下院には解散があり、上院には解散がない。下院議員の任期は5年、上院議員の任期は6年であり、上院議員は2年ごとに3分の1が改選される。

## 行政府
行政に関して、市民の日常生活に関わる部分は州政府が担っており連邦政府との権力分立が図られている。

### 大統領

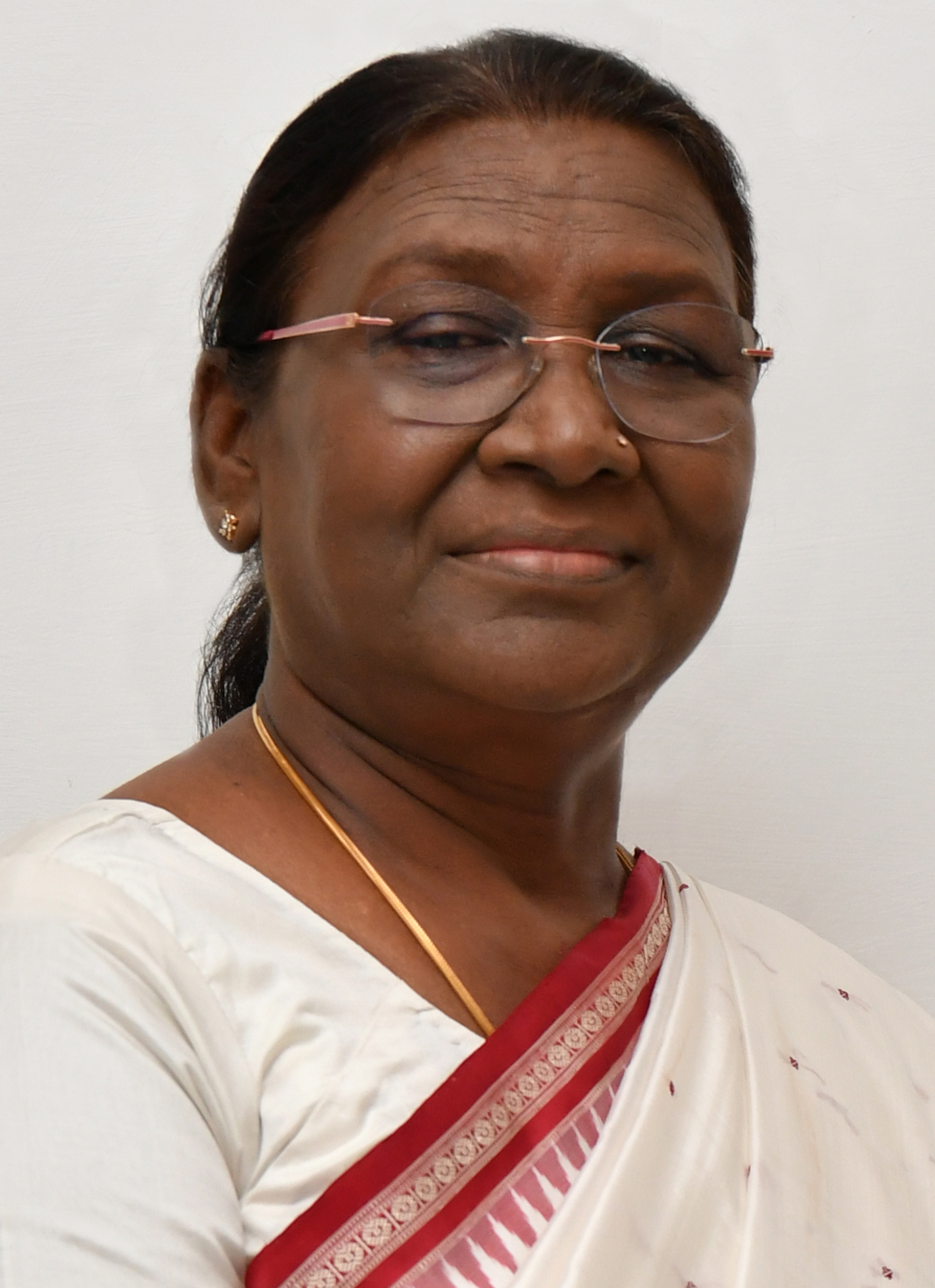
第15代大統領ドラウパディ・ムルム

憲法53条1項は、名目上行政権を主として大統領に与えている。実質的な行政権は首相が保持しており、大統領は首相の助言に従って執政を行う。
行政権は閣僚会議（内閣）に属するが、首相と閣僚の任命は大統領が行う。一方で、閣僚会議は下院に対して連帯して責任を負う。もし仮に大統領が自らの意思によって閣僚会議を解散させようとするならば、憲政の危機となる。そのため実務上、閣僚会議は政権与党が下院の多数派を占めている限りは解散されない。
大統領には、政府内で高官を指名する責任を付与されている。例えば、29州の州知事や連邦直轄領行政官、最高裁判所判事、高等裁判所判事、司法長官、全国選挙管理委員長と管理委員などの任命が責務として定められている。
また、国家元首として他国の特命全権大使からの信任状の奉呈を受ける。一方、他のコモンウェルス諸国の高等弁務官からの信任状の奉呈は首相が受ける。
また、インド軍の憲法上の最高指揮官でもある。
さらに、犯罪者に対する恩赦も行うことができる。この恩赦の決定は大統領が首相・議会から独立して行うことができる。しかし、実際には首相の助言によって行われる。2022年現在の大統領はドラウパディ・ムルムである。

### 副大統領
副大統領は、インド政府第2位の官職であり、大統領不在のときには代理を務める。また、上院ラージヤ・サバーの議長を務めることが憲法上定められている。副大統領は議会両院による選出委員会による秘密選挙によって選出される。

### 首相

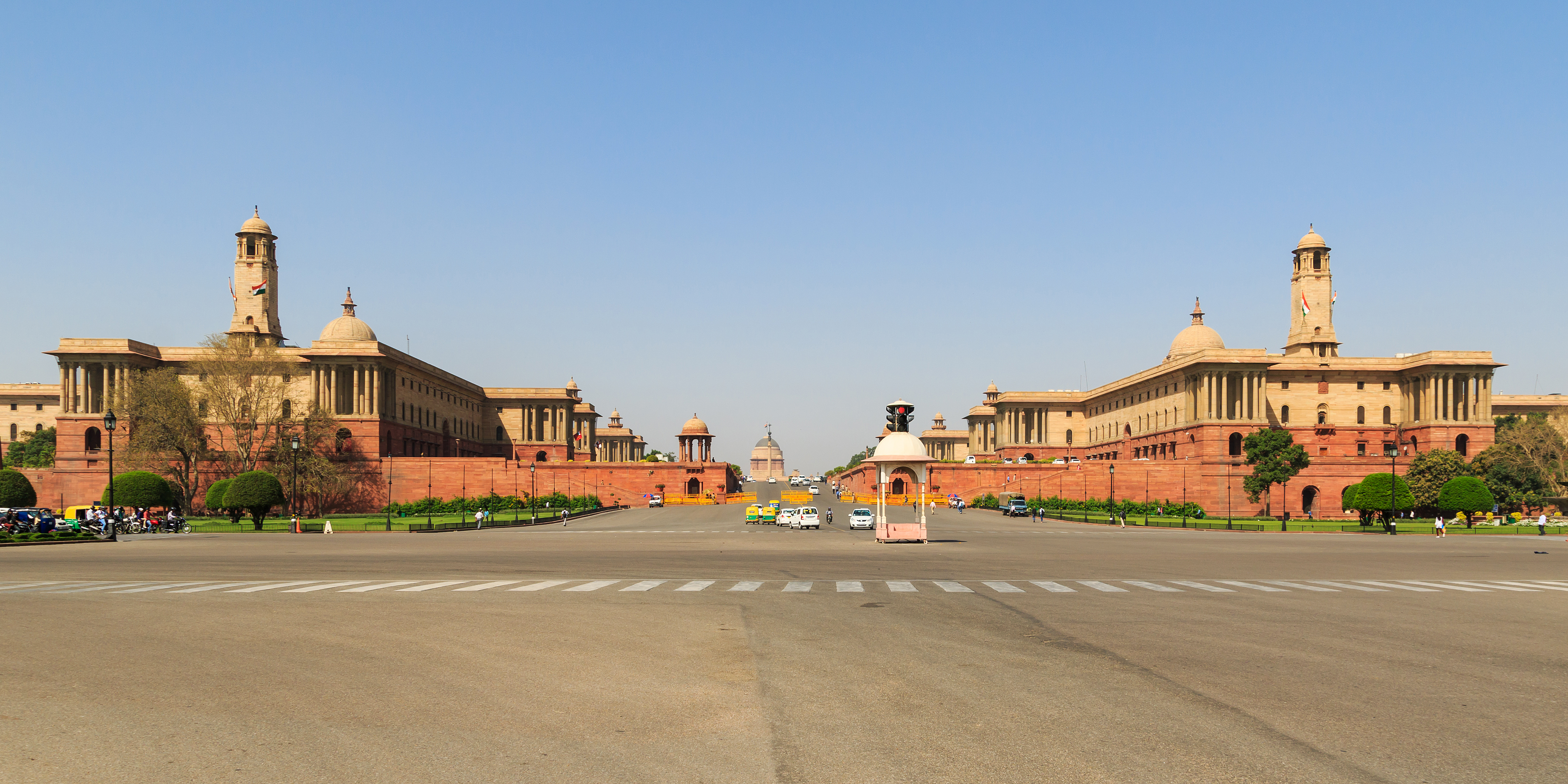
大統領官邸ラシュトラパティ・バワンと、隣接する首相官邸、内閣官房、国防省庁舎。

首相はインド憲法によって行政府の長と定められ、大統領を補佐し、閣僚会議（内閣）を率いる。基本的には、議会多数派の政権与党党首が務める。
議院内閣制において行政権を担う内閣の長として、首相は他の大臣の任命、罷免を行うことができる。また、内閣の長として議会に提出する法案の内容に責任を持つ。首相が辞任または任期中に死亡した場合、内閣は解散する。
首相の任命は大統領が行い、首相は大統領の執務を補佐する。

### 内閣、大臣、その他の行政組織
閣僚会議（内閣）は、首相と各大臣によって構成される。全ての大臣が国会議員であることが憲法上定められている。内閣の長は首相であり、官房長官が補佐する。首相以外の各大臣は内閣を構成すると同時に、省庁の長でもある。ただし、大臣には閣内大臣（cabinet ministers）と閣外大臣（ministers of state）がおり、内閣は閣内大臣のみで構成される。閣外大臣は省庁を監督する閣外専管大臣（Ministers of State (Independent Charges)）と閣内大臣を補佐する閣外大臣（MoS：Minister of State）で構成される。また、閣外大臣は閣内大臣に対しての報告義務があるが、閣外専管大臣は単独で職務を行うことができる。

### 中央省庁
インドには、以下の中央省庁が存在する。
| 省庁名                       | 英称                                                       | 長の名称                       |
| ---------------------------- | ---------------------------------------------------------- | ------------------------------ |
| 農業・農民福祉省             | Ministry of Agriculture & Farmers' Welfare                 | 農業・農民福祉大臣             |
| AYUSH省                      | Ministry of AYUSH                                          | AYUSH大臣                      |
| 化学・肥料省                 | Ministry of Chemicals and Fertilizers                      | 化学・肥料大臣                 |
| 民間航空省                   | Ministry of Civil Aviation                                 | 民間航空大臣                   |
| 石炭省                       | Ministry of Coal                                           | 石炭大臣                       |
| 商工省                       | Ministry of Commerce and Industry                          | 商工大臣                       |
| 通信省                       | Ministry of Communication                                  | 通信大臣                       |
| 消費者問題・食料・公共配給省 | Ministry of Consumer Affairs, Food and Public Distribution | 消費者問題・食料・公共配給大臣 |
| 企業省                       | Ministry of Corporate Affairs                              | 企業大臣                       |
| 文化省                       | Ministry of Culture                                        | 文化大臣                       |
| 国防省                       | Ministry of Defence                                        | 国防大臣                       |
| 北東地域開発省               | Ministry of Development of North Eastern Region            | 北東地域開発大臣               |
| 地球科学省                   | Ministry of Earth Sciences                                 | 地球科学大臣                   |
| 電子工学・通信技術省         | Ministry of Electronics and Information Technology         | 電子工学・通信技術大臣         |
| 環境・森林・気候変動省       | Ministry of Environment, Forest and Climate Change         | 環境・森林・気候変動大臣       |
| 外務省                       | Ministry of External Affairs                               | 外務大臣                       |
| 財務省                       | Ministry of Finance                                        | 財務大臣                       |
| 食品加工産業省               | Ministry of Food Processing Industries                     | 食品加工産業大臣               |
| 保健・家族福祉省             | Ministry of Health and Family Welfare                      | 保健・家族福祉大臣             |
| 重工業・公営企業省           | Ministry of Heavy Industries and Public Enterprises        | 重工業・公営企業大臣           |
| 内務省                       | Ministry of Home Affairs                                   | 内務大臣                       |
| 住宅・都市問題省             | Ministry of Housing and Urban Affairs                      | 住宅・都市問題大臣             |
| 教育省                       | Ministry of Education                                      | 教育大臣                       |
| 情報・放送省                 | Ministry of Information and Broadcasting                   | 情報・放送大臣                 |
| 労働・雇用省                 | Ministry of Labour and Employment                          | 労働・雇用大臣                 |
| 法務省                       | Ministry of Law and Justice                                | 法務大臣                       |
| 零細・中小企業省             | Ministry of Micro, Small and Medium Enterprises            | 零細・中小企業大臣             |
| 鉱業省                       | Ministry of Mines                                          | 鉱業大臣                       |
| マイノリティ省               | Ministry of Minority Affairs                               | マイノリティ大臣               |
| 新・再生可能エネルギー省     | Ministry of New and Renewable Energy                       | 新・再生可能エネルギー大臣     |
| パンチャーヤト省             | Ministry of Panchayati Raj                                 | パンチャーヤト大臣             |
| 議会問題省                   | Ministry of Parliamentary Affairs                          | 議会問題大臣                   |
| 人事・苦情処理・年金省       | Ministry of Personnel, Public Grievances and Pensions      | 人事・苦情処理・年金大臣       |
| 石油・天然ガス省             | Ministry of Petroleum and Natural Gas                      | 石油・天然ガス大臣             |
| 電力省                       | Ministry of Power                                          | 電力大臣                       |
| 鉄道省                       | Ministry of Railways                                       | 鉄道大臣                       |
| 陸運・国道省                 | Ministry of Road Transport and Highways                    | 陸運・国道大臣                 |
| 農村開発省                   | Ministry of Rural Development                              | 農村開発大臣                   |
| 科学技術省                   | Ministry of Science and Technology                         | 科学技術大臣                   |
| 海運省                       | Ministry of Shipping                                       | 海運大臣                       |
| 技能開発・起業促進省         | Ministry of Skill Development and Entrepreneurship         | 技能開発・起業促進大臣         |
| 社会正義・エンパワーメント省 | Ministry of Social Justice and Empowerment                 | 社会正義・エンパワーメント大臣 |
| 統計・事業実施省             | Ministry of Statistics and Programme Implementation        | 統計・事業実施大臣             |
| 鉄鋼省                       | Ministry of Steel                                          | 鉄鋼大臣                       |
| 繊維省                       | Ministry of Textiles                                       | 繊維大臣                       |
| 観光省                       | Ministry of Tourism                                        | 観光大臣                       |
| 部族問題省                   | Ministry of Tribal Affairs                                 | 部族問題大臣                   |
| ジャル・シャクティ省         | Ministry of Jal Shakti                                     | ジャル・シャクティ大臣         |
| 女性・児童開発省             | Ministry of Women and Child Development                    | 女性・児童開発大臣             |
| 青年問題・スポーツ省         | Ministry of Youth Affairs and Sports                       | 青年問題・スポーツ大臣         |

## 司法府
インドの司法制度はイギリス植民地時代のものを踏襲した英米法体系を使用している。
アメリカ合衆国とは異なり、インドの司法体系は全国で統一されており、州裁判所は存在しない。そのため、裁判所の管轄権は全国を管轄する最高裁、州を管轄する高等裁判所、州より下の行政単位を管轄する地方裁判所となっている。

### 最高裁判所

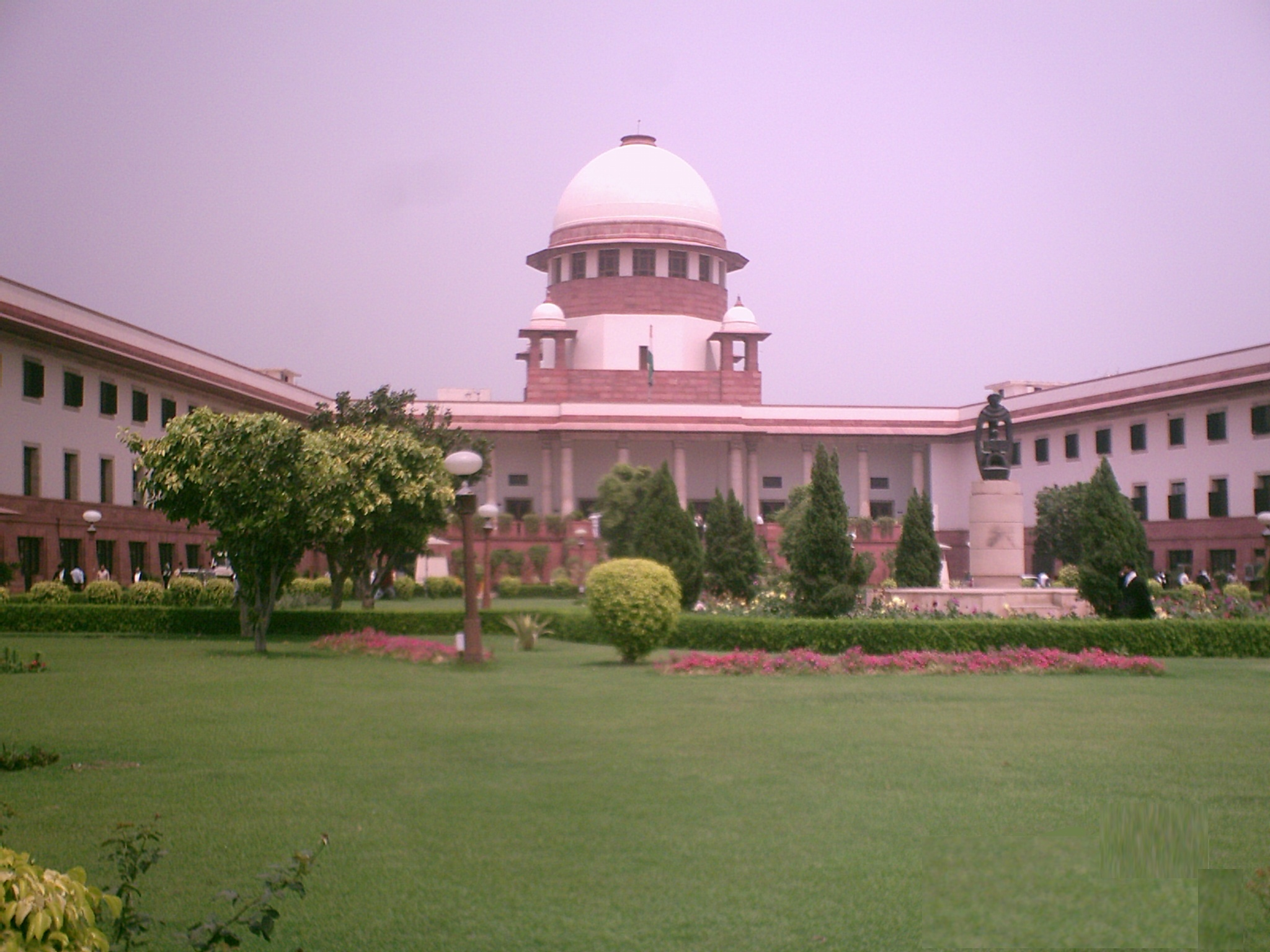
インド最高裁判所

最高裁判所は首都ニューデリーに位置しており、主席裁判官（chief justice）と30人の裁判官で構成される。最高裁判所裁判官はコレギウム（主席裁判官、4人の最先任最高裁判所裁判官、及び被任命者に予定されている最先任の高等裁判所裁判官からなる、非公開の協議体）の推薦に基づいて大統領によって最高裁判所に任官される。
主席裁判官には、第一審管轄権、上訴管轄権、諮問権限、記録裁判所の権限が与えられている。さらに、大統領の承認のもと、裁判所内部の不正調査のための役員の指名や、裁判の実施方法・手続きの決定も行うことができる。また、大統領や副大統領への調査権限も憲法から与えられている。

## 地方政府
インドの州にはそれぞれ州政府がおかれ、州知事（the Governer）が形式上の行政権を持つが、実質的な行政権限は州主席大臣（Chief Minister）と州閣僚大臣（the Council of Ministries）が持つ。州議会は5つの州で両院制、その他の州では一院制を採用している。州議会議員の任期は国会議員と同じく、下院が5年、上院が6年でうち3分の1が2年ごとに改選である。
連邦直轄領は中央政府の支配下にあり、大統領によって任命される行政官を通じて統治される。